# Lepidopilum niveum
Lepidopilum niveum là một loài rêu trong họ Daltoniaceae. Loài này được Müll. Hal. Kindb. mô tả khoa học đầu tiên năm 1891.